# Chakra project
GNU/Linux Chakra Project és una Distribució Linux enfocada a l'ús de KDE. Segons DistroWatch en el 2010, "Chakra Project és una de les 15 distribucions més populars del món i és ben rebuda per la crítica". Chakra project prové del projecte KDEmod (paquets de programari modulars de KDE per Arch Linux), el qual va ser eliminat el 31 de desembre de 2010.

## Història
Chakra Project va ser iniciada pels desenvolupadors de KDEmod, els qui van decidir crear un live CD basat en Arch Linux. L'objectiu de Chakra Project era disposar d'un sistema operatiu d'escriptori fàcil d'usar però que mantingués totes les característiques, claredat, potència i responsabilitat d'Arch Linux, basant-se en el principi KISS.
El 30 d'agost de 2010 l'equip Chakra Project va llançar la seva primera versió independent, cridada Chakra GNU/Linux 0.2. No era més que un Arch Linux live CD pre-configurat.
| Alpha1     | Geen                                                | 21-12-2008                   |                              |                              |
| Alpha2     | Geen                                                | 17-02-2009                   |                              |                              |
| Alpha3     | Test                                                | 30-09-2009                   |                              |                              |
| Alpha4     | NewAge                                              | 17-11-2009                   |                              |                              |
| Alpha5     | Panora                                              | 29-03-2010                   |                              |                              |
| 0.2        | Jaz                                                 | 30-08-2010                   |                              |                              |
| 0.3        | Ashoc                                               | 2011                         |                              |                              |
| 0.4        | Cyrus                                               | 2011                         |                              |                              |
| 2011.04-r2 | Aida                                                | 17-07-2011                   |                              |                              |
| 2011.09    | Edn                                                 | 29-08-2011                   |                              |                              |
| 2012.02    | Archimedes                                          | 12-02-2012                   |                              |                              |
| 2012.08    | Claire                                              | 24-08-2012                   |                              |                              |
| 2013.02    | Benz                                                | 10-02-2013                   |                              |                              |
| 2013.09    | Fritz Van Tom Arxivat 2015-09-15 a Wayback Machine. | 22-09-2013                   |                              |                              |
| 2014.02    | Curie                                               | 03-02-2014                   |                              |                              |
| 2014.05    | Descartes                                           | 21-05-2014                   |                              |                              |
| 2014.10    | Euler                                               | 24-10-2014                   |                              |                              |
| 2015.08    | Fermi                                               | 08-11-2015                   |                              |                              |
| 2016.02    | Ian †                                               | 2016-02-29                   |                              |                              |
| Color      | Color                                               | Significat                   | Significat                   | Significat                   |
| Vernell    | Vernell                                             | Versió sense suport          | Versió sense suport          | Versió sense suport          |
| Verd       | Verd                                                | Versió amb suport actualment | Versió amb suport actualment | Versió amb suport actualment |
| Blau       | Blau                                                | Versió futura                | Versió futura                | Versió futura                |

## Característiques
Chakra Project GNU/Linux inclou tant programari lliure com a privatiu en els seus repositoris, i és capaç d'instal·lar controladors privatius per a les targetes de vídeo suportades sense configuració addicional.
Aquesta distribució és publicada sota un model semi-continu (half-rolling release), on, sobre una base estable de paquets que és provada i no actualitzada sovint, s'envien a l'usuari actualitzacions constants dels programes i jocs. Aquest sistema permet que Chakra Project sigui alhora estable, i tingui les últimes versions de la majoria dels programes, que generalment estan disponibles immediatament després de ser publicats, si és que no hi ha algun problema greu. Després de Chakra Claire l'equip de desenvolupadors opto per solament centrar-se en l'arquitectura x86_64, rebutjant els i686, primera distro a prendre aquesta decisió basat en el fet que la gran majoria de computadora actuals la suporta.

## Akabei
Actualment els desenvolupadors de Chakra Project treballen en un gestor de paquets que reemplaçarà a Pacman, denominat "Akabei Arxivat 2014-12-24 a Wayback Machine." (en honor d'un dels fantasmes que apareixen en el famós vídeo jugo, d'origen japonès). Una vegada que el gestor de paquets Akabei estigui ben implementat, serà llançada la interfície gràfica "Shaman". Segons els propis desenvolupadors de Chakra Project, el gestor de paquets d'Arch, Pacman, no es va desenvolupar per poder suportar interfícies gràfiques, per aquest motiu es trobin en aquests moments desenvolupant el seu successor, Akabei.

## Bundles
La característica fonamental de Chakra Project és la seva devoció absoluta a l'entorn d'escriptori KDE. En un sistema per defecte, les llibreries necessàries per executar programes GNOME o GTK no són si més no instal·lades, i els programes que requereixen aquestes llibreries han de ser instal·lats mitjançant el sistema de contenidors (bundles), que instal·la aquestes llibreries separades de la resta del sistema. Aquestes llibreries poden, en tot cas, ser instal·lades, però la selecció de programes GNOME és mínima.
El sistema de bundles va ser reemplaçat pel seu complex manteniment pel repositori extra Arxivat 2014-05-22 a Wayback Machine. des de Chakra Benz.

## Oktopi
És un fork de Octopi que és un frontend per Pacman de gran abast usant llibreries Qt i libs, Okpoti substitueix molts elements Qt per KDELibs i altres característiques que ho integren molt bé a Chakra Project va venir per defecte en Chakra Benz.
Oktopi va ser discontinuat i les seves millores es van adoptar en octopi, en Chakra Descartes es va optar per octopi per defecte i el seu notificador "octopi-notifier" que reemplaçament a "spun" en Chakra Euler.

## Tribe
Una aplicació gràfica intuïtiva i poderosa per instal·lar Chakra Project en el seu disc dur. Tribe li permet realitzar fàcilment la seva configuració inicial i fins i tot decidir la millor forma per dividir Chakra en diverses particions millorant el seu acompliment general, està basat en Qt4 i originalment escrit per instal·lar Arch Linux (amb KDEmod). En Chakra Benz s'introdueix la característica "Netinstall" el qual no solament podem fer una instal·lació mínima, si també usant la xarxa i seleccionant els components. Tribe en el futur va ser reemplaçada per "Calamars" basat en C, Python i Qt5 per alguns desenvolupadors de KDE i en col·laboració de distro com Manjaro Linux, KAOS, Netrunner, Kubuntu, Fedora, BBQLinux, Maui, entre d'altres.

## Administració de programari
Chakra Project té els següents dipòsits de programari.
- [core] - Conté tots els paquets necessaris per instal·lar un sistema bàsic.
- [platform] - Conté les dependències de la Compilació de Programari KDE, així com dels programes.
- [desktop] - Conté la Compilació de Programari KDE i les eines de Chakra.
- [apps] - Conté programes, sempre que no depenguin de llibreries GTK/GNOME.
- [games] - Conté jocs.
- [lib32] - En un sistema x86_64, conté les llibreries de 32 bits per a aquest tipus de programes.
- [extra] - Repositori opcional, que instal·la les aplicacions en una jerarquia de fitxers especial deixant intacte el sistema de fitxers estàndard tradicional. Reemplaçant i solucionant la complexitat que implica el bundlesystem perquè Chakra Project pugui seguir sent una solució gtk-free.
- [testing] - Dipòsit de proves, són prèviament provats para després ser moguts més endavant als repositoris estables.
- [unstable] - Aplicacions i altres programari que encara es consideren inestables, també hi ha paquets construïts des del CVS, sense esperar a un llançament oficial.

## Repositori Comunitari de Chakra (CCRArxivat2015-04-06 aWayback Machine.)
Repositori comunitari dirigit per i per als usuaris de Chakra. Conté paquets de construcció, arxius que li permeten als usuaris compilar un paquet des de la seva font amb tan sols un comando. El Repositori Comunitari de Chakra va ser creat per organitzar i compartir paquets de construcció des de la comunitat, per a paquets que no es troben en els repositoris oficials i per ajudar a llançar la inclusió de paquets populars en els repositoris [platform] i [apps].
Hereta de Arch Linux el seu format de paquets, la seva orientació a la simplicitat i el seu assistent de compilació, aquest sistema és usat per instal·lar alguns programes d'ús comú en altres distribucions, que usen llibreries GNOME / GTK+. A més, conté una selecció de programes directament transportats del Arch Users' Repository.